# Mónica Montero
Mónica Montero (* 7. November 2003) ist eine chilenische Leichtathletin, die sich auf den Hochsprung spezialisiert hat.

## Sportliche Laufbahn
Erste internationale Erfahrungen sammelte Mónica Montero im Jahr 2018, als sie bei den U18-Südamerikameisterschaften in Cuenca mit übersprungenen 1,65 m die Bronzemedaille gewann. Im Jahr darauf belegte sie bei den U20-Südamerikameisterschaften in Cali mit 1,64 m den siebten Platz und 2025 gelangte sie bei den Südamerikameisterschaften in Mar del Plata mit 1,60 m auf Rang fünf. Anschließend verpasste sie bei den World University Games in Bochum mit 1,66 m den Finaleinzug.
2025 wurde Montero chilenische Meisterin im Hochsprung.